# Ogcodes rufoabdominalis
Ogcodes rufoabdominalis är en tvåvingeart som beskrevs av Cole 1919. Ogcodes rufoabdominalis ingår i släktet Ogcodes och familjen kulflugor.
Artens utbredningsområde är Utah. Inga underarter finns listade i Catalogue of Life.